# الآشوريون والسريان والكلدان في لبنان
الآشوريون والسريان والكلدان في لبنان هم مواطنون لبنانيون من أصل آشوري وسرياني وكلداني في لبنان، جاء معظم الآشوريين والسريان والكلدان في لبنان كلاجئين من شمال العراق وشمال شرق سوريا، وهم من المواقع الأربعة للوطن الآشوري،  ويوجد ما بين 40 إلى 80 ألف لاجئ عراقي آشوري في لبنان، غالبيتهم جائوا عن طريق الهجرة غير الشرعية، وتم ترحيل عدد كبير منهم أو سجنهم.

## التاريخ
هاجر معظم الآشوريين في لبنان في العقود الأخيرة ويعود الوجود الآشوري في لبنان إلى 883 قبل الميلاد عندما كانت فينيقيا تحت الحكم الآشوري خلال الإمبراطورية الآشورية الوسطى والإمبراطورية الآشورية الحديثة.
الآشوريون هم واحدة من عدة أقليات في لبنان حدث تدفق اللاجئين الآشوريين بسبب غزو العراق عام 2003 والحرب الأهلية العراقية حيث فر الآشوريون من العراق إلى لبنان كلاجئين من أجل الهجرة إلى أوروبا والولايات المتحدة وأستراليا، بدأت عملية نزوح ثالثة منذ عام 2011 حين فرت حشود من الآشوريين من سوريا بسبب الحرب الأهلية السورية، واستقر معظمهم في سد البوشرية.

## سياسة
توجد عدد من الأحزاب السياسية الآشورية تمثل السكان المحليين في لبنان، غالبية الأحزاب السياسية الآشورية في لبنان جزء من تحالف 14 آذار وتشمل الأحزاب التالية:
- حزب الاتحاد السرياني
- حزب الشريعة [الإنجليزية]
- المنظمة الديمقراطية الآرامية

## الديانة
غالبية الآشوريين في لبنان يلتزمون بالطقوس السريانية الشرقية والغربية، وتشمل هذه الكنائس التالية:
الطقوس السريانيه الشرقية:
- كنيسة المشرق الآشورية
- الكنيسة الكلدانية الكاثوليكية

الطقوس السريانيه الغربية:
- الكنيسة السريانية الأرثوذكسية
- الكنيسة السريانية الكاثوليكية

## أشخاص مشهورون
- فيروز
- فيليب دي ترازي
- إسحاق أرماليت